# Temu kunci

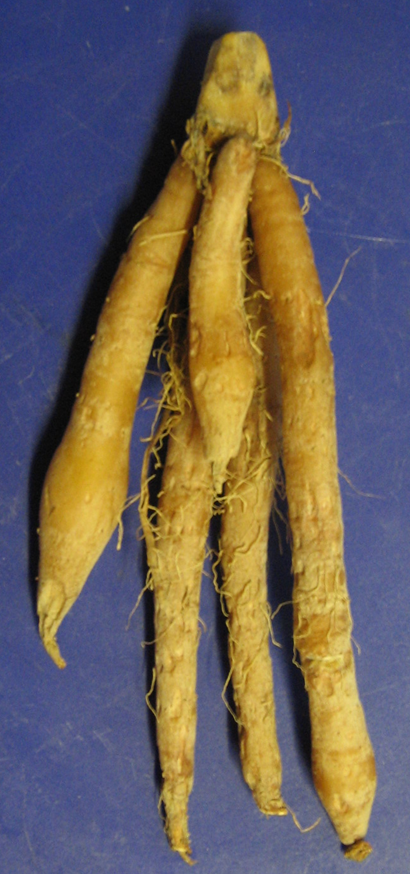
Temu kunci

Temu kunci of temoe koentjie (Boesenbergia pandurata), ook wel Chinese gember en vingerwortel genoemd, is een wortelkruid uit de gemberfamilie (Zingiberaceae). Het is verwant aan de gemberwortel en heeft een sterke geur en smaak. Temu kunci wordt weleens gecombineerd met vis en/of petis. Het wordt vooral gebruikt in de Zuidoost-Aziatische keukens.

## Namen in andere landen
- Engels: fingerroot
- Indonesisch: temu kunci
- Khmer: k'cheay (Khmer: ខ្ជាយ)
- Singalees: haran kaha (හරං කහ)
- Thai: krachai (กระชาย)
- Vietnamees: bông nga truật

## Gebruik
In de Thaise keuken wordt het kruid krachai genoemd en gebruikt als ingrediënt in gerechten zoals kaeng tai pla. Het wordt gebruikt in kerriepasta's zoals kroeung. In de Khmer keuken is het bekend als k'cheay. Het wordt vaak verward met Alpinia officinarum (in het Engels ook bekend als lesser galangal), een andere plant uit de familie Zingiberaceae.